# Fest des Schwarzen Nazareners
Das Fest des Schwarzen Nazareners ist ein bedeutendes religiöses Fest in Manila auf den Philippinen mit einer jährlich am 9. Januar stattfindenden großen Prozession.
Während der viele Stunden dauernden Prozession wird eine schwarze Christusstatue (der Schwarze Nazarener) durch die Straßen des Bezirks Quiapo von der Kirche Quiapos aus getragen. Hunderttausende bis über eine Million barfüßiger Gläubige nehmen an der Prozession teil. Vom Berühren der Statue erhoffen sich viele die Heilung von Krankheiten.
Das Bildnis des Schwarzen Nazareners wurde von einem unbekannten Künstler der Azteken im Jahr 1606 in Mexiko hergestellt und erreichte mit der ersten Gruppe von Augustinern mit einer Manila-Galeone die Philippinen, wo es am 31. Mai ankam. Die schwarze Färbung rührt wahrscheinlich von einem Brand her, der während der Überfahrt auf dem Schiff ausbrach. 
Bei den Feierlichkeiten des Jahres 2011 kam es zu Hunderten Verletzten.